# Pantera Bionda
Pantera Bionda (deutsch Blonder Panther) war der Titel einer italienischsprachigen Comicserie, die zwischen 1948 und 1950 veröffentlicht wurde. Der sich aufgrund der Darstellung der Hauptdarstellerin großer Beliebtheit erfreuende Comic war der erste italienische Comic, der in seinem Herkunftsland Probleme mit der Zensur hatte. 

## Handlung, Zeichner und Autor
Die blonde Titelheldin, die von einer alten Chinesin aufgezogen wurde, kämpft in den Dschungeln Südostasiens gegen Soldaten der japanischen Armee, die sich nach Ende des Zweiten Weltkriegs nicht ergeben hatten und die einheimische Bevölkerung unterdrücken. Dabei wird sie manchmal von Fred, einem nordamerikanischen Forscher, unterstützt. Im letzten Heft heiratet sie ihren langjährigen Freund.
Zeichner des Comics war Enzo Magni, der mit Ingam signierte und von zahlreichen anderen Zeichnern unterstützt wurde. Autor der Geschichten war Gian Giacomo Dalmasso.

## Veröffentlichung
Die erste Ausgabe von Pantera Bionda erschien in Italien am 24. April 1948. Obwohl die Serie in ihrem Ursprungsland zwischenzeitlich eine Auflage von mehr als 100000 Heften erreichte, wurde sie bereits im Jahr 1950 nach der Veröffentlichung von insgesamt 108 Heften wieder eingestellt. Eine Wiederbelebung der Serie Ende der 1960er Jahre mit gewagteren Zeichnungen im Rahmen der aufkommenden Sex-Welle im Comicbereich war nicht erfolgreich.
Unter dem Titel Blonder Panther erschienen im Serienverlag Frank Märtins im Jahr 1950 19 Hefte der Serie. Ein Nachdruck dieser 19 Hefte sowie die deutsche Erstveröffentlichung der anderen 89 Hefte der ursprünglichen Serie erfolgte in den Jahren 1978 bis 1981 durch den Norbert Hethke Verlag. In den Jahren 1991 bis 1993 wurden ebenfalls durch den Norbert Hethke Verlag die 19 im Jahr 1950 Serienverlag erschienenen Hefte erneut nachgedruckt. 
Abenteuer von Pantera Bionda erschienen auch in der niederländischen Zeitschrift Actie unter dem Titel Bionda, de Pantervrouw.

## Zensur
Pantera Bionda war der erste italienische Comic, der Probleme mit der Zensur hatte. Insbesondere die katholische Kirche Italiens protestierte gegen die Serie. Mehrmals wurde gegen den Verleger in Italien Anklage erhoben, und es kam auch zu Verurteilungen. In der Folge fiel der Ausschnitt der Titelfigur kleiner aus und ihr Rock wurde länger. Diese Änderungen hatten unmittelbar Auswirkungen auf die Verkaufszahlen, sodass die Serie im Jahr 1950 eingestellt wurde.
In Deutschland wurde nach mehr als einem halben Jahrzehnt nach der Erstveröffentlichung der Reihe ein Indizierungsantrag für die Hefte mit den Nummern 2 und 3 gestellt. Das Verhandlungsdatum bei der Bundesprüfstelle für jugendgefährdende Schriften war der 13. April 1956; dem Antrag wurde nicht entsprochen. Bernd Dolle-Weinkauff sieht als Begründung für die große zeitliche Differenz, dass zum Zeitpunkt der Antragstellung Restexemplare von Blonder Panther auf Trödelmärkten und in Wundertüten auftauchten.